# Kenneth S. Webb
Kenneth S. Webb est un réalisateur, scénariste et compositeur américain né le 16 octobre 1892 à New York, État de New York (États-Unis), décédé le 23 mars 1966 à Hollywood (États-Unis).

## Biographie
Il est le frère de Roy Webb (1888-1982), compositeur de musiques de films.

## Filmographie

### comme réalisateur
- 1918 : Surprising Husband
- 1918 : Tobin's Palm
- 1918 : A Ramble in Aphasia
- 1918 : Sisters of the Golden Circle
- 1918 : One Thousand Dollars
- 1918 : Mammon and the Archer
- 1918 : Springtime à la Carte
- 1918 : A Bird of Bagdad
- 1918 : Transients in Arcadia
- 1919 : Will You Be Staying for Supper?
- 1919 : Les Marchands de sensations (The Adventure Shop)
- 1919 : The Girl Problem
- 1919 : Marie, Ltd.
- 1919 : His Bridal Night
- 1919 : The Buried Treasure
- 1919 : The Ghost of a Chance
- 1920 : The Fear Market
- 1920 : Sinners
- 1920 : The Stolen Kiss
- 1920 : The Master Mind (en)
- 1920 : The Devil's Garden (en)
- 1920 : The Truth About Husbands
- 1921 : The Great Adventure
- 1921 : Jim the Penman
- 1921 : Salvation Nell (en)
- 1922 : Le Sceau de Cardi (Fair Lady)
- 1922 : Un scandale (Without Fear)
- 1922 :  His Wife's Husband (en)
- 1922 : Secrets of Paris
- 1922 : How Women Love
- 1923 : Son premier amour (The Daring Years)
- 1923 : Three O'Clock in the Morning
- 1924 : Wolfe and Montcalm
- 1924 : The Declaration of Independence
- 1924 : Alexander Hamilton[1]
- 1924 : The Eve of the Revolution
- 1925 : The Beautiful City
- 1926 : Just Suppose
- 1929 : Lucky in Love
- 1932 : Shave It with Music

### comme scénariste
- 1914 : The Arrival of Josie
- 1916 : Susie, the Sleuth
- 1919 : The Buried Treasure
- 1920 : The Master Mind (en)
- 1920 : The Devil's Garden (en)
- 1922 :  His Wife's Husband (en)
- 1924 : Wolfe and Montcalm

### comme compositeur
- 1934 : La Joyeuse Divorcée (The Gay Divorcee)